# أكيورا
أكيورا (باليابانية: アキュラ) وهي شركة فرع من شركة هوندا اليابانية تصنع السيارات الفخمة. وقد استخدم هذا الاسم في الولايات المتحدة وكندا وهونغ كونغ منذ عام 1986 للتسويق للسيارات الرياضية والشبه الرياضية. وتم تسويقها في المكسيك عام 2004 والصين عام 2006. وتم إدخال هذه العلامة التجارية إلى روسيا في نهاية عام 2008. وتخطط شركة هوندا لإدخال منتجات أكيورا إلى السوق اليابانية المحلية خلال عام 2010. وبإنشاء شركة أكيورا، تعتبر شركة هوندا أول شركة يابانية تدخل سوق السيارات الفاخرة الخارجية. فقبل إنشاء الشركة كانت السيارات المصدرة من اليابان سيارات اقتصادية موجهة نحو محدودي الدخل.